# Złotniki Kujawskie
Złotniki Kujawskie is een dorp in het Poolse woiwodschap Koejavië-Pommeren, in het district Inowrocławski. De plaats maakt deel uit van de gemeente Złotniki Kujawskie en telt 2400 inwoners.

## Verkeer en vervoer
- Station Złotniki Kujawskie